# سمیرامیس ۵۸۴

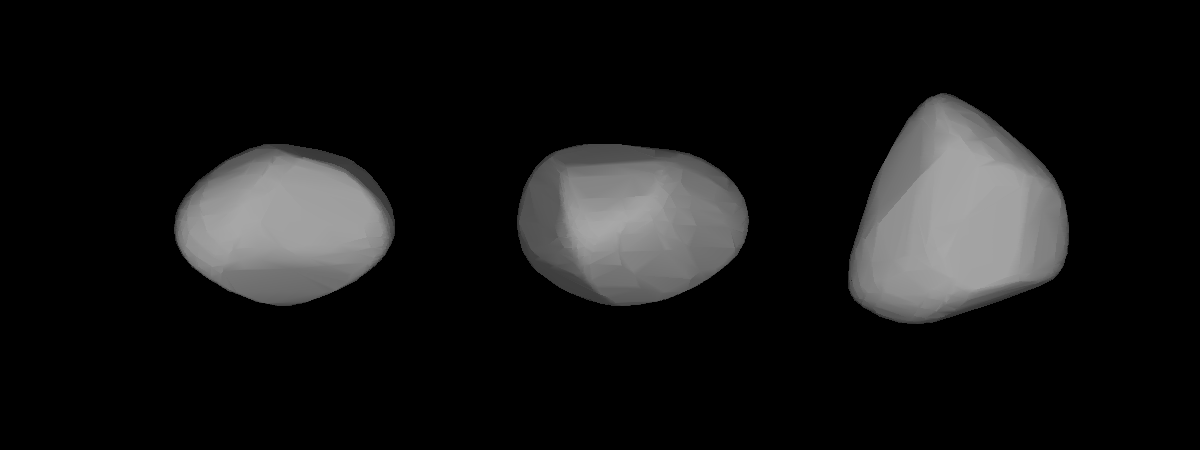
مدل سه‌بُعدی سیارک سمیرامیس ۵۸۴ بر اساس منحنی نور آن

سیارک ۵۸۴ (به انگلیسی: 584 Semiramis، نامگذاری:1906SY) پانصد و هشتاد و چهارمین سیارک کشف شده‌است که در ۱۵ ژانویه ۱۹۰۶ و در هایدلبرگ کشف شد.
قدر مطلق سیارک برابر ۸٫۷۱ است.